# Acordo de partição do Saara Ocidental

Mapa mostrando o acordo de partilha conforme o tratado.

O acordo de partição do Saara Ocidental, formalmente conhecido como Convenção relativa à linha de fronteira do Estado, foi um tratado assinado em Rabat em 14 de abril de 1976 entre Marrocos e a Mauritânia para dividir o território disputado do Saara Ocidental entre eles após a retirada da Espanha sob os Acordos de Madri.
O tratado pretendia demarcar as fronteiras entre Marrocos e Mauritânia como parte da divisão. A fronteira foi definida como uma linha reta desde a intersecção da linha costeira com o paralelo 24 norte, passando pela intersecção do paralelo 23 norte com o meridiano 13 oeste, e continuando até as fronteiras preexistentes da Mauritânia.
Foi assinado por Hamdi Ould Mouknass, ministro das Relações Exteriores da Mauritânia e Ahmed Laraki, ministro das Relações Exteriores do Marrocos.